# Мата Уту
Мата-Уту е административен център на островите Уолис и Футуна. Разположен е на остров Уолис. Той е важен морски и въздушен порт за района.

## Население
Населението на Мата-Уту наброява 1120 души (2008), предимно изповядващи католицизъм. Първата църква в селището е построена през 19 век, а през 1935 г. е построена нова, използвана и до днес.

## Транспорт
На по-малко от 6 км от Мата-Уту се намира летището Хихифо, построено през 1942 г. от армията на САЩ, за да бъде използвано от съюзническите бомбардировачи. През 1967 г. пистата е удължена, за да може летището да бъде използвано от транспортни самолети на френската армия, обслужващи програмата за ядрени опити в Тихия океан.